# Навдіп Сінгх (тенісист)
Навдіп Сінгх (нар. 21 лютого 1986) — колишній індійський тенісист.
Найвищу одиночну позицію світового рейтингу — 665 місце досяг 11 вересня 2006, парну — 383 місце — 23 липня 2007 року.

## Титули ITF Ф'ючерс

### Парний розряд: (5)
| Ранг | Дата     | Турнір                 | Покриття | Партнер              | Суперники                                    | Рахунок            |
| ---- | -------- | ---------------------- | -------- | -------------------- | -------------------------------------------- | ------------------ |
| 1.   | Лют 2007 | Нігерія F1, Бенін-Сіті | Тверде   | Дівідж Шаран         | Гільєрмо Ормасабаль Ганс Подліпнік Кастільйо | 6–1, 6–3           |
| 2.   | Бер 2007 | Нігерія F2, Бенін-Сіті | Тверде   | Дівідж Шаран         | Богдан-Віктор Леонте Юрґенс Стридом          | 6–4, 6–4           |
| 3.   | Гру 2007 | Нігерія F3, Лагос      | Тверде   | Александер Слабінскі | Ідан Марк Амір Вайнтрауб                     | 7–6(2), 3–6 [10–7] |
| 4.   | Тра 2008 | Кувейт F2, Mishref     | Тверде   | Леон Фрост           | Олексій Філенков Ріккардо Гедін              | 6–3, 6–4           |
| 5.   | Лип 2008 | Сирія F1, Дамаск       | Тверде   | Річард Рукельшаузен  | Рохан Гаджар Александр Шомодьї               | 6–3, 7–5           |